# Futtermischwagen

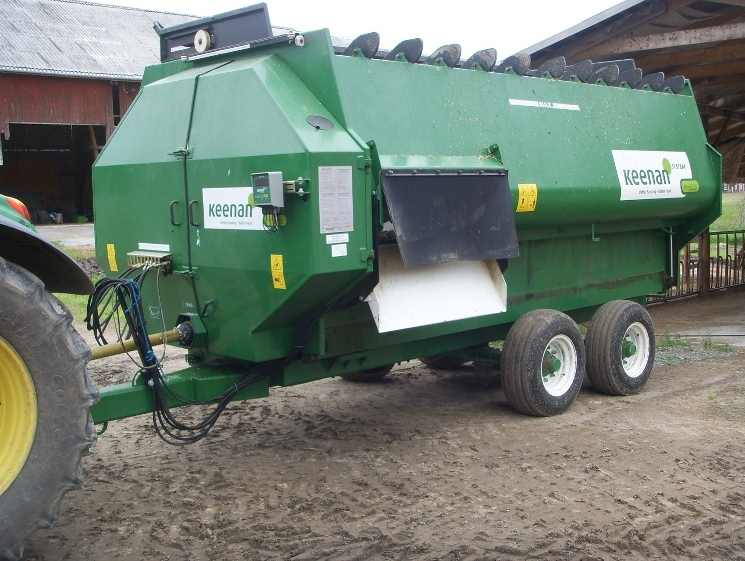
Gezogener Horizontalmischer

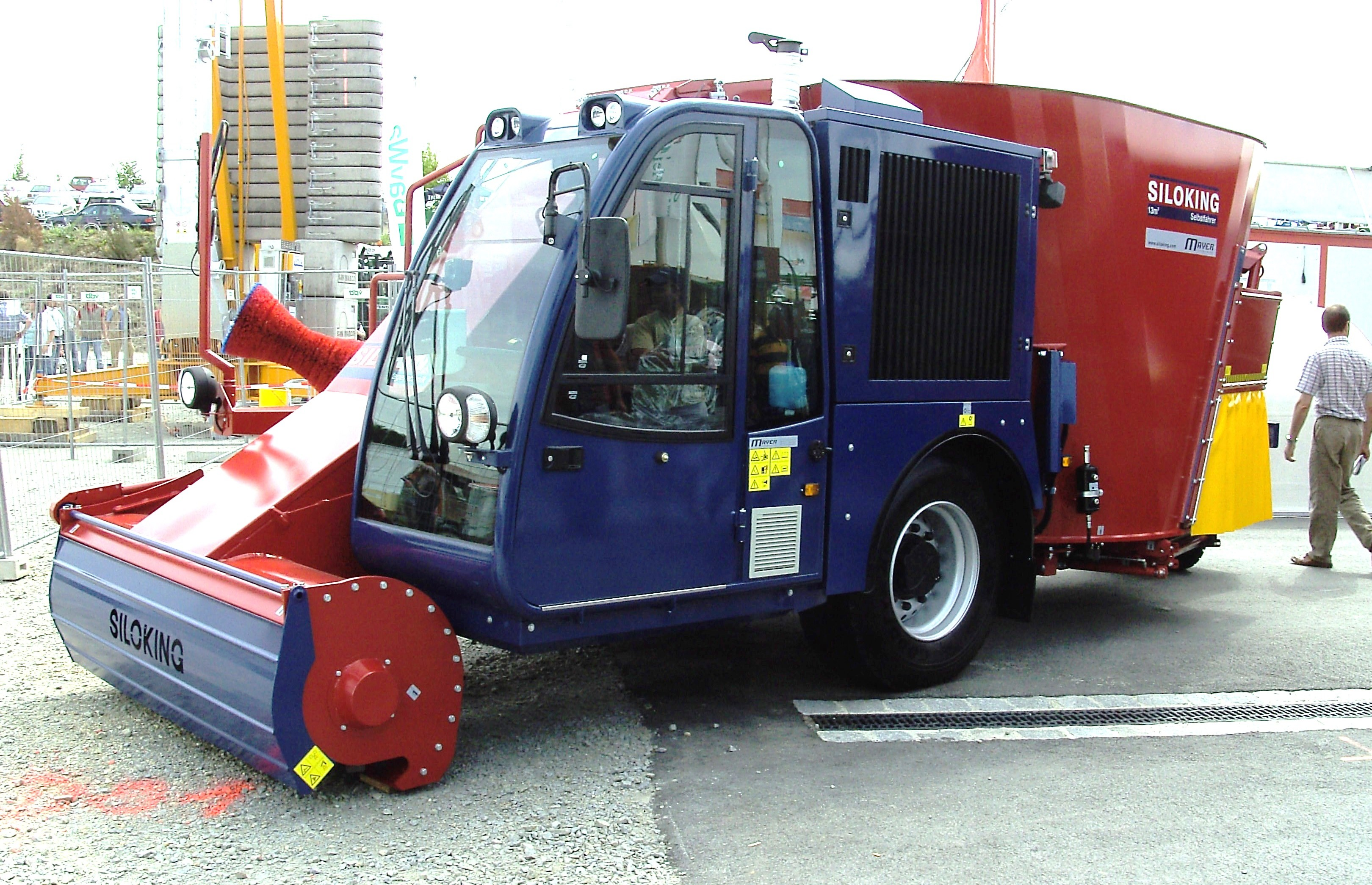
Selbstfahrender Futtermischwagen mit Entnahmefräse vorne

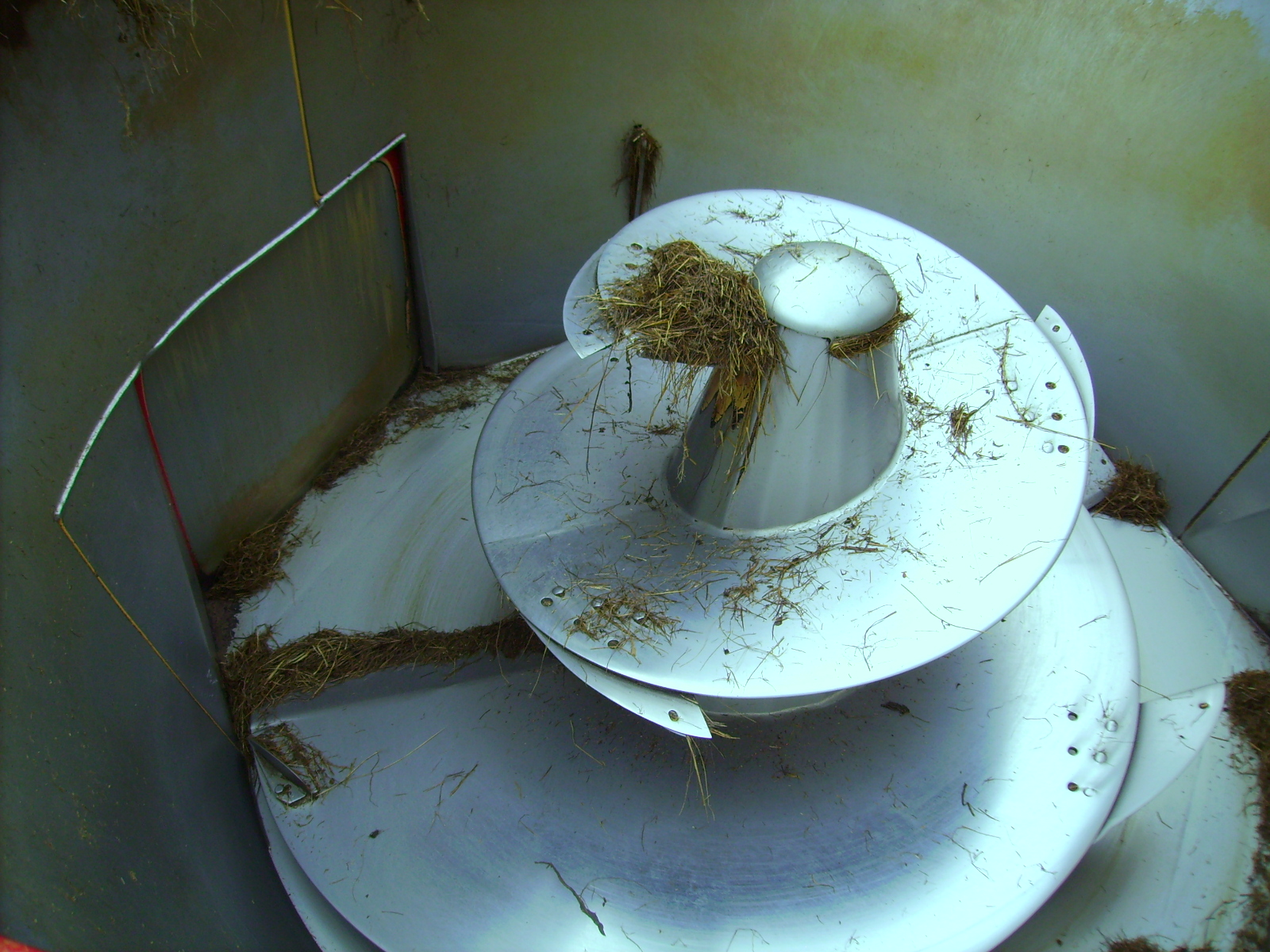
Innenansicht eines Vertikalmischers

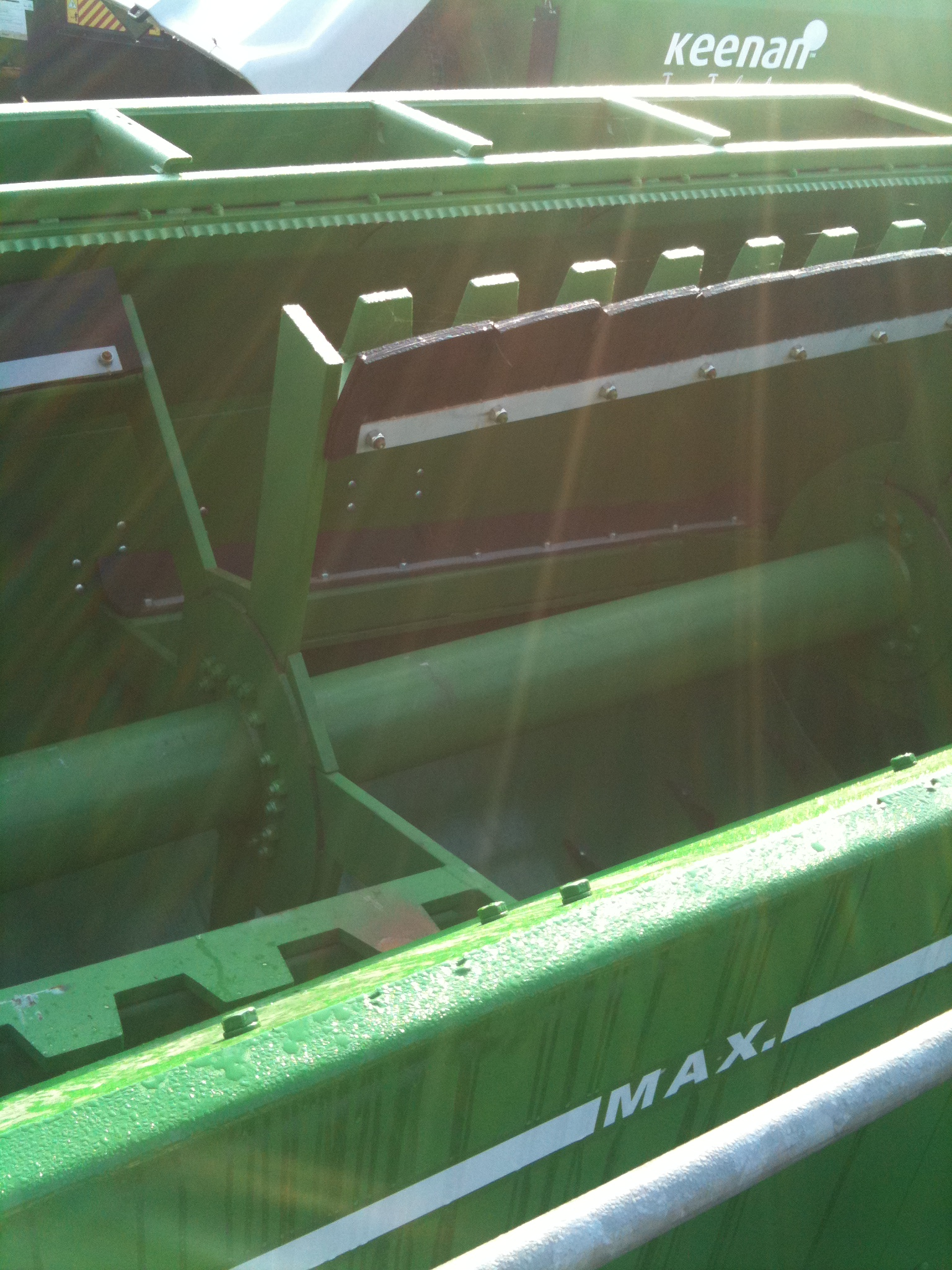
Freifallmischer

Ein Futtermischwagen ist ein landtechnisches Fahrzeug mit Einrichtungen zur Zerkleinerung und Durchmischung verschiedener Futtermittel (Grund- und Kraftfutterarten, wie zum Beispiel Silage, Getreideschrot, Rüben, Kraftfutter u. a.). Durch die Gabe von zerkleinertem und vermischten Futter soll es dem Vieh unmöglich gemacht werden, zu selektieren und nur einzelne Futterbestandteile zu fressen. Futtermischwagen kommen regelmäßig in PMR- und TMR-Fütterungssystemen zum Einsatz.

## Varianten
Futtermischwagen gibt es in verschiedenen Ausführungen. Grundsätzlich ist zwischen vom Traktor gezogenen, zapfwellengetriebenen Maschinen und selbstfahrenden Modellen zu unterscheiden. Zu den Selbstfahrern werden auch automatisch geführte Einrichtungen gezählt, die sich im Stall z. B. als induktionsschleifen- oder schienengebundene Futtermischwagen bewegen und mit eigenem Motor ausgestattet sind.
Beide Varianten, gezogene und selbstfahrende Futtermischwagen, sind sowohl als Fremd- wie auch als Selbstbefüller verbreitet. Fremdbefüller müssen mit einem Ladegerät wie Traktor mit Frontlader, Radlader, Teleskoplader oder ähnlichem befüllt werden. Selbstbefüller besitzen hingegen eine Vorrichtung, mit der ohne zusätzliches Ladegerät das Futter in den Mischbehälter geladen werden kann. Hierzu werden unter anderem Fräsen, Schneideschilde oder ein im Fahrzeug integrierter Blockschneider verwendet. Eine Fremdbefüllung ist aber auch bei selbstbefüllenden Mischwagen noch möglich.
Des Weiteren lassen sich folgende Ausführungsarten der eingesetzten Mischtechnik unterscheiden:
- Bei Vertikalschneckenmischern wird das Futter von einer oder mehreren stehenden Schnecken geschnitten und gemischt. Der Austrag des vermengten Futters kann über hydraulisch zu bedienende Schieber nach rechts und/oder links oder auch hinten eingestellt werden. Der Marktanteil dieser Variante beträgt derzeit in Deutschland über 75 Prozent.
- Bei Horizontalschneckenmischern wird das Futter von bis zu vier liegenden Schnecken durchmischt.
- Bei Freifallmischern (Paddel-, Haspel-, oder Balkenmischer, Mischer mit umlaufender Mischkette und Mischturbinen[2]) wird das Futter nur wenig zerkleinert[1] und vor allem über umlaufende Teile unter Ausnutzung von Fallbewegungen gemischt. Sie sind besonders futterschonend.

Der Austrag erfolgt standardmäßig über die Rotation der Mischwerkzeuge durch eine seitliche Öffnung. Um das Futter nicht zu überfahren und somit locker zu halten, gibt es Förderbänder, die das Futter neben der Fahrspur des Futtermischwagens ablegen. Bei neueren Ausführungen erfolgt der Futteraustrag manchmal mittels eines Schleuderrads (technisch falsch oft Gebläse genannt). Dieses benötigt viel Antriebskraft, ist aber auch in der Lage, Stroh als Einstreu zu verteilen.
Viele Futtermischwagen sind mit einer Waage ausgestattet, so dass den Tieren Rationen mit gleichbleibenden Anteilen der verschiedenen Futterbestandteile vorgelegt werden können.
Die Dimensionierung des Futtermischwagens orientiert sich an der Größe des zu fütternden Viehbestandes, je m³ Behälterinhalt können rund 5 Kühe gefüttert werden.